# Gaston Alibert
Pour les articles homonymes, voir Alibert.
Gaston Alibert, né Gaston Jules Louis Antoine Alibert le 22 février 1878  à Paris 9e et mort le 26 décembre 1917 à Paris 9e, est un escrimeur français. 
Capitaine de l'équipe de France d'épée pendant dix ans, il est le premier champion olympique français dans cette discipline en 1908. 
Il contracte la tuberculose au front lors de la Première Guerre mondiale. Il meurt en 1917 à l'âge de 39 ans.

## Palmarès

### Jeux olympiques
- Médaille d'or en épée individuel aux Jeux olympiques d'été de 1908.
- Médaille d'or en épée par équipe aux Jeux olympiques d'été de 1908.

Pierre Ambroise Baudry (1858-1920), décédé à Sainte Pezenne (Niort), fut le créateur de l’escrime pratique en France et l’auteur de « L’escrime pratique au 19e siècle » (1893).
Maître Ambroise Baudry fut l’entraîneur de Gaston Alibert qui fut médaillé d’or aux jeux olympiques de Londres en 1908. (Escrime et épée).

### Autres
- Tournoi à l'épée par équipe lors de la "Grande semaine de l'escrime" (début juillet 1908 à Paris)[2];
- Coupe Internationale d'épée amateur (1910)[3];
- Tournois International de Zurich (1910).

## Notes et références

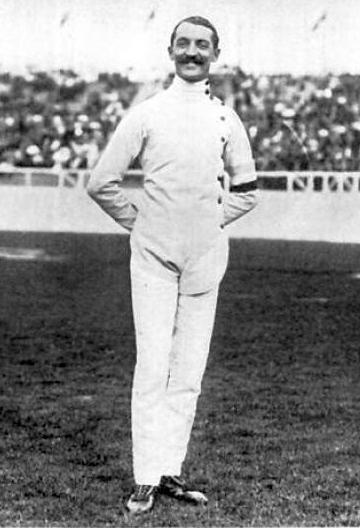
Gaston Alibert à Londres, en 1908 (JO).